# ジョン・エリクソン
ジョン・エリクソン（John Ericsson 、1803年7月31日 - 1889年3月8日）は、スウェーデン出身のアメリカの発明家であり、機械技師。スウェーデンヴェルムランド地方の Långbanshyttan で生まれたが、歴史に名を刻むのは主にアメリカ合衆国に移ってからである。

## 初期の経歴
父はヴェルムスランドの鉱山で監督を務めていたが、投機に失敗して財産を失い、1810年にForsivikに引っ越した。そこでイェータ運河の工事で発破の監督として働いた。イェータ運河の建造者バルツァール・フォン・プラテンは、ジョンと兄ニルス・エリクソンのたぐい稀な才能を見出した。2人はスウェーデン海軍の機械工見習いとして採用され、運河事業で実習生として働くことになった。14歳でジョンは一人前の測量技師となった。彼の助手は、測量作業中に彼が器材に届くように足台を運ぶ役目を果たした。
17歳のときジョンは、イェムトランド地方でスウェーデン陸軍に入隊し、イェムトランド方面歩兵連隊の少尉となったが、すぐに中尉に昇進。スウェーデン北部で測量任務につき、余暇時間には蒸気の代わりに炎から上がる煤煙を推進体とする熱機関を作っていた。機械へのスキルと興味が増したため軍隊を辞め、1826年にイングランドへ渡った。彼がそれまで作っていた熱機関はカバ材を燃料としていたが、イギリスでは燃料の主流が石炭になっていたため、うまく機能しなかった。

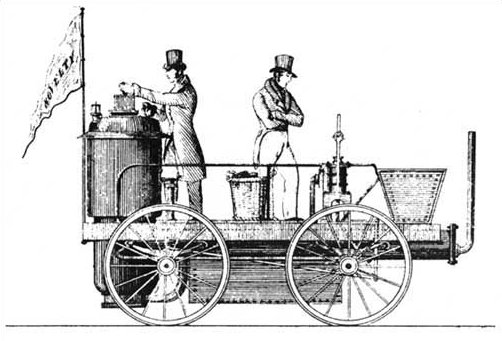
ノベルティ号

失望にもかかわらず、彼は代わりに蒸気を基盤とする機構をいくつか発明し、ファンを追加して酸素供給を増加させるなどの熱プロセスの改良に努めた。1829年、ジョン・ブレイスウェイトと共に蒸気機関を作り、それを搭載した蒸気機関車ノベルティ号でレインヒル・トライアルに参加した。これは、リバプール・アンド・マンチェスター鉄道が開催した機関車競走である。競走そのものでは最も速かったが、ボイラーの故障に悩まされ、結果としてイギリス人技術者ジョージおよびロバート・スチーブンソン親子がロケット号で優勝した。
エリクソンの蒸気消防車は実際に消火に貢献するなど、並外れた技術的成功を成し遂げたが、ロンドンの既存の消防団や市当局からの抵抗にあった。エリクソンはジョン・フランクリン卿にも蒸気機関を提供したが、フランクリンが目的地を秘密にしたため一般的な環境向けの設計となり、極寒の中で故障してしまった。このころエリクソンが発明した中では、「復水器」が最も成功し、長く使われることになった。これは、蒸気船が海上を航行中に排気である蒸気から淡水を作り出すことを可能にした。また、水圧を利用した測深器である深海測鉛 (Deep sea lead) もマイナーだが、長く使われることになった。
このころエリクソンは発明品の開発費がかさみ、商業的にも失敗したため、債務者監獄に一時的に収監されている。また、19歳のアメリア・バイアムと結婚したが、この婚姻は大きな失敗で、妻の死とともに終わった。

## スクリューの設計

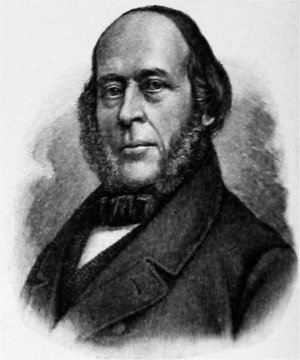
エリクソンの版画

次にエリクソンは2つのスクリュープロペラを別々の方向に向けた船を設計した（それ以前にスクリュープロペラ1個での設計を試していた）。しかしイギリス海軍本部はこれを気に入らず、そこで幸運にもアメリカ人艦長ロバート・ストックトンに出会う。ストックトンはエリクソンにスクリュー推進の蒸気船を設計させ、アメリカに渡ってもっと自由に発明をしないかと誘った。1839年、エリクソンはニューヨークに移住した。ストックトンは、自身の政治的コネを利用し、エリクソンに新たなフリゲート級艦船の建造を監督させようと計画していた。大統領ジョン・タイラーの下で、この新設計に予算が割り当てられた。しかし、その予算はフリゲート艦ではなく、700トンのスループ艦のぶんだけだった。このスループ艦は USS Princeton と名付けられた。プリンストンはストックトンの故郷である。
この船は当時最先端の水上戦闘艦であり、3年をかけて建造された。2基のスクリュープロペラに加え、回転台座に12インチ先込砲を設置する設計だった。この砲塔もエリクソンが設計したもので、hoop製法で砲尾が頑丈になっており、従来よりも推進力を大きくすることができた。他にも組み立て式の煙突や改良型反動システムなどの発明が使われている。
船の完成が近づくにつれ、エリクソンとストックトンは反目するようになっていき、ストックトンはエリクソンをプロジェクトから締め出そうとしはじめた。ストックトンは船の開発を行ったのがエリクソンであることを部外者に隠そうとし、2基めの12インチ砲塔を自分で設計して、全ての手柄を自分のものにしようとした。しかし、1基めの砲塔の設計を理解していなかったため、2基めの砲塔には致命的な欠陥があった。
この船は進水した当初、大成功を収めた。1843年10月20日、Princetonは当時最速と言われていた外輪船グレート・ウェスタンとの競走に勝利した。しかし不運にもストックトンの砲塔でデモンストレーションを行った際に砲尾が壊れ、国務長官エイベル・アップシャーと海軍長官トマス・ギルマーを含む8名が犠牲となった。ストックトンは、壊れたのが自身の設計した砲塔だったにもかかわらず、非難をエリクソンにそらそうとした。また、エリクソンへの報酬の支払いも拒み、政治的コネを利用して海軍がエリクソンに支払うのを阻止した。これらの事からエリクソンはアメリカ海軍を深く恨むことになる。

## Cornelius H. DeLamater との友情
エリクソンがイングランドからニューヨークに到着すると、グリニッジ・ヴィレッジの Samuel Risley が Phoenix Foundry で働いてくれるよう頼んできた。そこで彼は Cornelius H. DeLamater と出会ってすぐに意気投合し、その後2人は常に相談して事業を行うようになった。エリクソンはDeLamaterを「ヘンリー」、Delamaterはエリクソンを「ジョン」と呼び合う仲で、短気なエリクソンとしてはこのような友情を築いたのは非常に珍しいことだった。その後、DeLamater Iron Works はエリクソンが新たなことを自由に試すところとして知られるようになった。まずエリクソンが作ったのは、世界初の鉄製の蒸気船 Iron Witch である。エリクソンの発明したホットエアエンジンは、Delamaterが建造した船エリクソン号に搭載された。DeLamater Iron Works はまた、潜水艇、自走式魚雷、水雷艇なども建造した。DeLamaterが1889年2月2日に亡くなったとき、エリクソンは悲嘆にくれた。エリクソンがそのほぼ1か月後に亡くなったのも、友人や知人には不思議なことではなかった。

## ホットエアエンジン
エリクソンは1820年代に発明した独自のカロリックエンジンまたはホットエアエンジンを改良しようとした。これは当時の科学用語である熱素、すなわちい熱い空気を推進体として蒸気の代わりに使う機関である。1816年にロバート・スターリングが似たような装置の特許を取得していたため、この種の装置をスターリングエンジンと呼ぶようになった。エリクソンのエンジンは、スウェーデンの木材とイギリスの石炭で燃焼温度が異なるため、当初はうまく動作しなかった。失敗にもかかわらず、エリクソンはアメリカ芸術科学アカデミーから1862年にランフォード賞を授与された。カロリックエンジンはボイラーが不要で小規模の工場では蒸気機関よりも実用的だったことから、後にエリクソンはこの発明でそれなりに経済的成功を収めた。エリクソンは熱交換器としてヒートシンクをエンジンに装備し、それによって燃費が大幅に向上した。

## 船舶の設計
1854年9月26日、エリクソンは鉄で覆われドーム型砲塔を備えた戦艦を絵を使ってナポレオン3世に提案したが、フランス皇帝はその発明を誉め称えるだけで、実現させようとはしなかった。

## 装甲艦「モニター」

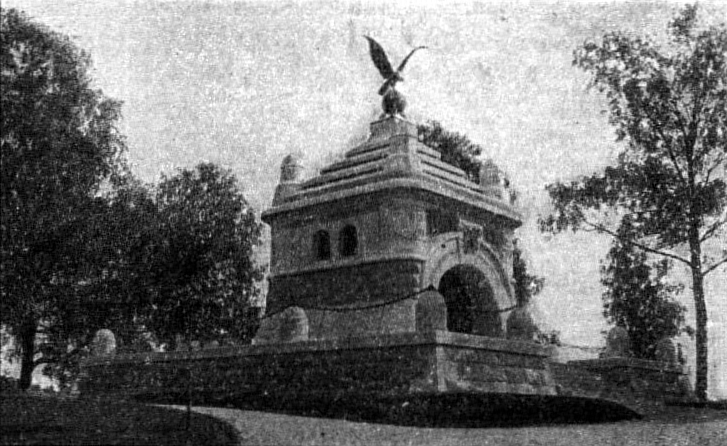
Filipstadにあるエリクソンの墓

南北戦争勃発直後の1861年、連合国は即座に既存の USS Merrimack の船体をベースとして鋼鉄の装甲艦の開発にとりかかった。Merrimack はバージニア州が連邦から離脱する際に、ノーフォークの海軍基地（ガスポート海軍工廠）で燃やされた艦だった。事態を重く見たアメリカ合衆国議会は1861年8月、合衆国海軍に装甲艦の建造を推奨した。エリクソンは未だにアメリカ海軍を毛嫌いしていたが、Cornelius Scranton Bushnell に説得され、装甲艦の開発に携わることになった。エリクソンはモニターの設計図を描いた。モニターは従来にない斬新なデザインの装甲艦で、様々な議論の後1862年3月6日に建造が完了した。計画発足からわずか100日ほどという異例の早さだった。
3月8日、南軍の装甲艦バージニアがバージニアの北軍側の海上封鎖部隊に襲いかかった。翌9日、現地のバージニア州ハンプトン・ローズにモニターが現れ、2隻の装甲艦が相撃ちとなり、北軍の艦隊を全滅から救った。その後モニター艦が多数建造され、合衆国側を勝利に導く原動力の一つになったとされている。現代から見れば単純な設計だが、モニターの基本設計要素は後世の設計者が様々な戦艦に流用した。
その後エリクソンは魚雷の発明に従事し、水面下の発射口から砲弾を発射する水雷艇デストロイヤーを開発した。また、ジョン・フィリップ・ホランドの初期の潜水艦の実験にも技術的支援を行った。Contributions to the Centennial Exhibition (1877, reprinted 1976) という本では、太陽熱を集めてホットエアエンジンを動作させる「サンエンジン」を解説している。これらの設計をメタンガスエンジンに転換し、エリクソンはさらに富を得た。
エリクソンの発明はいずれも大きな産業に発展しなかったが、史上最も影響を与えた機械技師の1人とされている。1889年に亡くなった後、遺体は巡洋艦ボルチモアでストックホルムまで運ばれた。エリクソンはヴェルムランド地方のFilipstadに埋葬されている。

## 発明
- 復水器
- ホットエアエンジン
- 装甲艦モニター - 南北戦争時の北軍側の艦。設計も建造もエリクソンが行った。
- 魚雷技術 - 特に水雷艇の Destroyer
- 凹面鏡で太陽熱を集中させ、熱機関を稼動させるのに十分な熱を得る装置
- USS Princeton (1843)
- Hoop gun 製法

## フェローシップ
- スウェーデン王立科学アカデミー（1850年: 外国人会員、1863年: スウェーデン人会員）
- Royal Swedish Academy of War Sciences（1852年）
- ルンド大学名誉博士号（1868年）

## 記念碑など

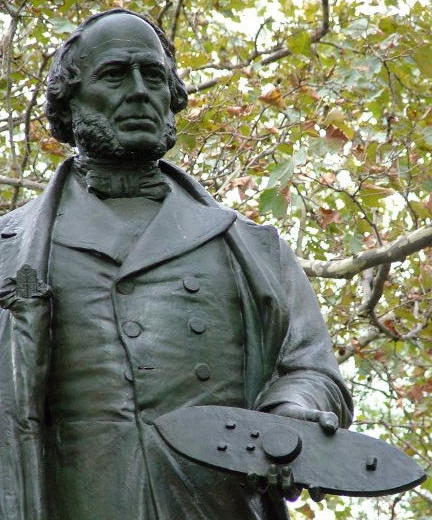
ニューヨークのバッテリー・パークにあるジョン・エリクソン像

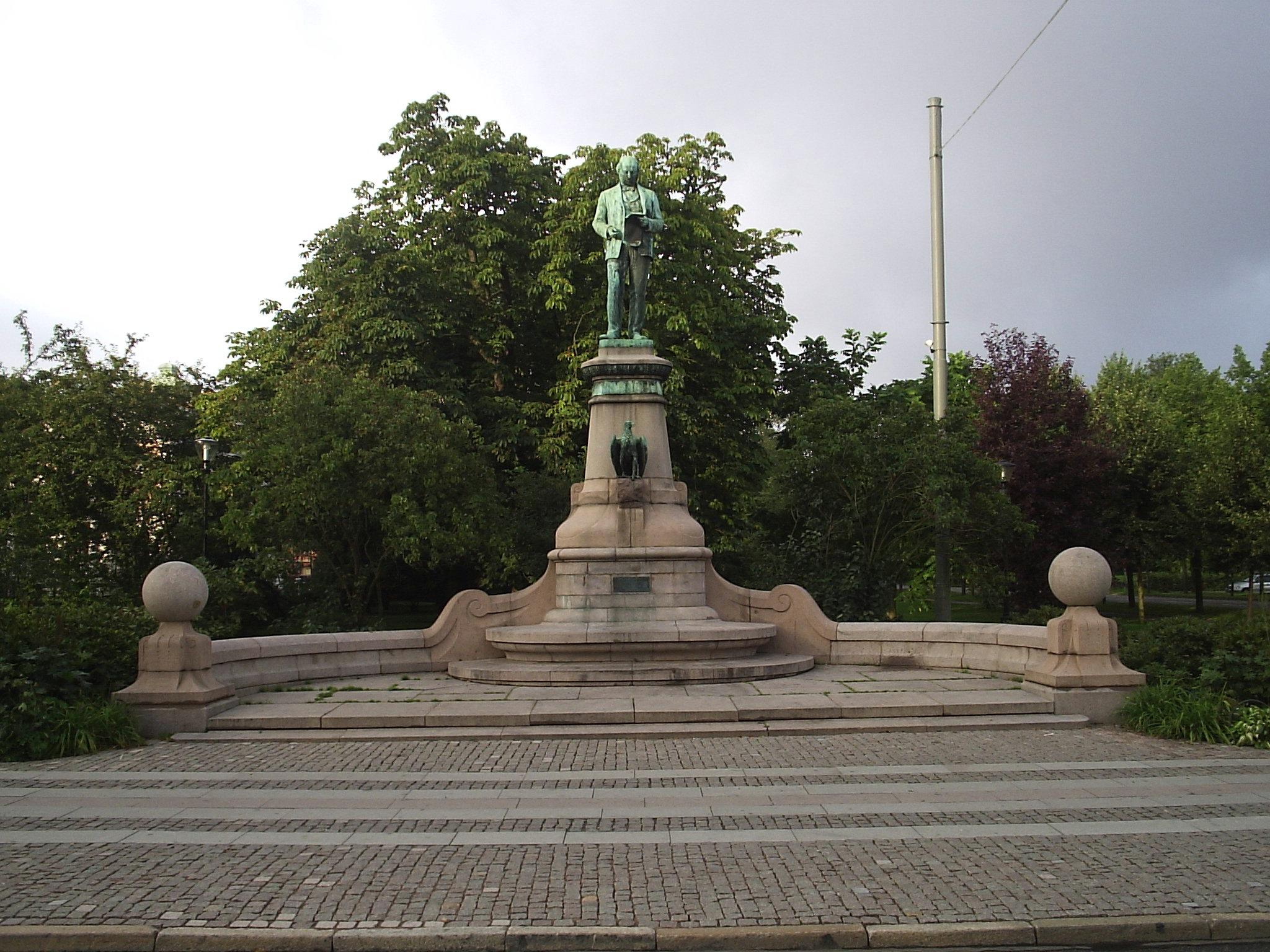
スウェーデンのヨーテボリにあるジョン・エリクソンの像

エリクソンを称える記念碑は、以下の場所にある。
- John Ericsson National Memorial - ワシントンD.C. ナショナル・モール
- American Swedish Historical Museum にある The John Ericsson Room - シカゴ
- バッテリー・パーク - ニューヨーク
- Nybroplan - ストックホルム
- Kungsportsavenyn - ヨーテボリ
- John Ericsson Street - スウェーデン ルンド
- John Ericsson fountain, - フィラデルフィア Fairmount Park
- ミネアポリス近郊の Ericsson という町

アメリカ海軍には、USS Ericsson と名付けられた艦船がいくつかある。

## 映画・小説
1936年の映画 Hearts in Bondage は、装甲艦モニターの船上も舞台の1つになっており、ジョン・エリクソンをフリッツ・ライバー・シニア（小説家フリッツ・ライバーの父）が演じている。
ハリイ・ハリスンの歴史改変SFである Stars and Stripes三部作では、ジョン・エリクソンはモニターの建造後もアメリカ海軍に貢献し、外洋航行可能な装甲艦もイギリスより優れたものを開発したり、その後も様々な新型艦を開発していく。これらの発明を使い、ウィリアム・シャーマンは全く新しい電撃戦戦略を敢行する。